# Анимация в Республике Корея
Анимация в Республике Корея производится и транслируется с 1950-х годов.

## 1960-е гг
Первым завершенным и выпущенным в Корее анимационным продуктом стала реклама напитка 〈OB Sinalco〉[OB시날코] для телеканала HLKZ, выпущенная в 1956 году.
Ранее телевизионный рекламный ролик «Lucky Toothpaste» [럭키 치약], выпущенный в том же году, считался первым анимационным фильмом, но режиссёр Мун Даль Бу, который режиссировал оба рекламных ролика, сообщил, что «OB Sinalco» был снят двумя месяцами ранее, что сделало «OB Sinalco» первым признанным анимационным продуктом.
К созданным в ранний период анимационным роликам относятся и «Сказочное лекарство Хваль Мён Су» [동화약품 활명수] Ом До Сика в 1959 году и «Райское Чинро Соджу» [진로소주 파라다이스] Шин Дон Хона в 1960 году. Рекламный ролик Kiss Soap CF от Мун Даль Бу также является анимационным рекламным роликом, созданным на рассвете корейской анимации.
Первой анимацией, не являющейся коммерческой рекламой, был 5-минутный короткий мультфильм «Муравей и кузнечик» [개미와 베짱이], выпущенный в апреле 1961 года.
А в 1963 году была создана анимационная кампания под названием «Я — вода» [나는 물이다].
Первым полнометражным анимационным фильмом в Корее стал «Хон Гиль Дон»[ 홍길동] режиссёра Шин Дон Хона, выпущенный 21 января 1967 года.
«Хон Гиль Дон» выпускался в течение двух лет, его стоимость составила 54 миллиона вон и после выпуска фильм привлек внимание более 100 000 зрителей.
Позже, 15 августа того же года, как продолжение «Хон Гиль Дон» был выпущен мультфильм «Хопи и Чадолбави»[ 호피와 차돌바위]. В следующем году 1 января вышел фильм «Принцесса Сонхва и Сон Гоку» [선화공주와 손오공], а 25 июля свет увидел «Золотой Железный Человек» [황금철인].
21 июля 1969 года был выпущен «Генерал Хон Гильдон»[ 홍길동 장군], а в октябре того же года в CinemaScope был снят «Остров сокровищ»[ 보물섬].

## 1970-е-1980е гг
Из-за частых конфликтов между продюсерскими компаниями и режиссёрами, а также импорта иностранной анимации, который начал расти в 1970-х годах, корейская анимация впала в короткий период стагнации после «Войны монстров»[ 괴수대전쟁] в 1972 году. Однако после выхода в 1976 году фильма «Робот Тхэквон V»[ 로보트 태권 V] режиссёра Ким Чон Ги корейская анимация вновь обрела свою жизнеспособность. Позже, в июле 1977 года, вышел фильм режиссёра Лим Чон Гю «Студент  тхэквондо Маручи Арачи» [태권동자 마루치 아라치]], а в июле 1978 года вышел «Секрет 77-го дана» [77단의 비밀]] . Среди них „Студент тхэквондо Маручи Арачи“ занял 3-е место по кассовым сборам фильмов в Корее в 1978 году.[11] Режиссёр Ким Чхон Ги, продюсировавший „Робот Тхэквон V“, впоследствии продюсировал „Супер Тхэквон V“ [슈퍼태권브이]в 1982 году и „84 Тхэквон V“ [84 태권브이] в 1984 году. В конце 1970-х и начале 1980-х годов были сняты такие фильмы как „Мальчик из будущего Кунта — Бермуды 5000 лет“[ 미래소년 쿤타 — 버뮤다 5000년] и „Морской пехотинец“ [《마린엑스》], а также Т были выпущены антикоммунистические фильмы, такие как „Генерал Ддол-и ловит шпиона“《간첩잡는 똘이장군》и „Большое приключение Хэдори“ [해돌이 대모험]. „Токго Так — Бросок навстречу солнцу“[독고탁 — 태양을 향해 던져라] был выпущен в этот период, и считается, что на успех этого мультфильма повлиял бейсбольный бум, происходивший в то время в Корее.
В этот период стало увеличиваться количество случаев плагиата производителей зарубежной анимации, чтобы удовлетворить вновь возросший после рецессии спрос на анимацию. „Робот Таэквон V“ в 1976 году стал плагиатом японских „Mazinger Z“ [마징가 Z], а „Run Mazinger-X“, вышедший в 1978 году, представляет собой плагиат из японского „Grendizer — Series“ [그랜다이저 — 시리즈] (UFOロボ グレンダイザー UFO로보 그렌다이자). „Пять братьев-орлов“[독수리 5형제] и „Видео-рейнджер 007“[비디오 레인저 007], выпущенные в 1980-х годах, представляют собой анимационные фильмы, созданные с использованием материалов, полученных в ходе субподряда без разрешения.

## 1987—1990-е гг
Поскольку интерес к отечественному производству анимации в Корее возрос в преддверии Олимпийских игр 1988 года в Сеуле, в мае 1987 года канал KBS показал оригинальную работу Ли Хён Се «Блуждающая сорока»[떠돌이 까치]]. Впоследствии в эфир вышли „Малыш-динозавр Дули“ и „Голубиный хор Докготака“ [독고탁의 비둘기 합창], основанные на оригинальном произведении. В 1988 году канал KBS показал первый корейский сериал «Беги, Хани» [달려라 하니]], а в следующем году — его продолжение, «Безрассудная Хани» [천방지축 하니]]. В то время „Динозаврик Дули“ и „Беги, Хани“ пользовались национальной популярностью в Корее. «Wizard Boy Mutterl» [머털도사]], вышедший в эфир на канале MBC в 1989 году, получил зрительский рейтинг 54,9 %, а «Fly Superboard» [날아라 슈퍼보드]], вышедший в эфир на KBS в 1990 году, достиг зрительского рейтинга в 42,8 %. Впоследствии, в 1990-х годах, были сняты такие телевизионные мультфильмы, как «Soul Frame Lazenca» [영혼기병 라젠카]] , «Зеленая колесница Хэмосу» [녹색전차 해모수]] и «Черный Гому-син» [검정 고무신].
Корейская полнометражная анимация снова пережила спад, начиная с конца 1980-х годов. Когда гражданское правительство Ким Ён Сама, созданное в 1993 году, выбрало культурную индустрию как отрасль с высокой добавленной стоимостью и начало поддерживать анимацию, в 1994 году вышла «Голубая чайка»[블루시걸]]. Это был первый анимационный фильм для взрослых в Корее, но он вызвал споры из-за низкого уровня завершенности и провалился в прокате. Кроме того, были и плохие релизы: «Супер-ребёнок» [슈퍼차일드] и «Армагедон»[아마게돈] — провалились в прокате. Однако фильм «Детёныш динозавра  Дулли – Приключения ледяной звезды» [아기공룡 둘리-얼음별 대모험]], выпущенный в июле 1996 года, получил хорошие отзывы и имел кассовый успех. После этого были выпущены «Военный дневник» [난중일기], «Им Ккокджон» [임꺽정], «Тотто и друзья-призраки» [또또와 유령친구들], «Тигр Чхонхэджин — морской король Чан Бого» [청해진 호랑이 — 해상왕 장보고] и «Сончхунхяндён» [성춘향뎐], но особого успеха они не имели.

## 2000-е-2010-е гг
«My Beautiful Girl, Mari»[마리 이야기] в 2002 году и «Усим» [오세암] в 2003 году получили главный приз на Международном фестивале анимационных фильмов в Анси, но их кассовые сборы были отрицательными. В 2003 году после семи лет разработки вышел Фантастические дни, но он показал недостаточную завершенность и низкие кассовые сборы. Однако семейный мультфильм «Курица, которая вышла во двор»[마당을 나온 암탉]] в 2011 году имел кассовый успех, собрав 2 миллиона зрителей. Кроме того, «Курица, которая вышла во двор» стала полнометражным мультфильмом, который привлек самую большую аудиторию среди корейских мультфильмов всех времен. Кроме того, фильм «Обнаружено: Динозавры Корейского полуострова» [점박이: 한반도의 공룡] в 2012 году имел кассовый успех, собрав 1 миллион человек, а фильм «Приключения на суперсанях Пороро»[뽀로로 극장판 슈퍼썰매 대모험] в 2012 году собрал 930 000 зрителей. Между тем, фильм «Король свиней» [돼지의 왕]] режиссёра Ён Сан Хо, вышедший в 2011 году, привлек внимание как анимационный фильм, ориентированный на взрослую аудиторию. После этого фильм режиссёра Ён Сан Хо «Псевдо» [사이비]] 2013 года вошел в конкурсную секцию Международного фестиваля анимационных фильмов в Анси.
Телевизионная анимация, рейтинги которой резко падают из-за появления новых медиа нового поколения, сменила свою основную аудиторию с подростков и детей на детей и младенцев. Соответственно, в 2003 году вышел «Пингвинёнок Пороро»[뽀롱뽀롱 뽀로로], за ним последовали «Кокомонг в стране холодильников» [냉장고 나라 코코몽]] и «Тобот» [또봇]. В основном они создавались в формате 3D, а не в 2D, и предназначались для младенцев и детей раннего возраста. «Ларва» [라바]], впервые вышедшая в эфир в 2011 году, выпустила более 1000 продуктов с персонажами и достигла продаж в 9 миллиардов вон всего за четыре года с момента выхода. «Turning Mecard» [터닝메카드]], выпущенный в 2015 году, был настолько популярен, что сопутствующие игрушки были в дефиците, и его развивали не только как анимацию, но также как мобильную игру и мюзикл, получая большую прибыль. Однако, несмотря на высокую эффективность этих детских мультфильмов, высказываются критические замечания по поводу отсутствия в них разнообразия.

## 2020-е гг
В 2020 году в эфир на канале EBS вышел «Круг героев» [ 히어로 써클]].

## Рынок
В 2014 году объём продаж корейской анимации составил около 520 миллиардов вон, а экспорт — около 110 миллионов долларов. По состоянию на 2013 год корейский рынок анимации занимал 4,5 % мирового рынка анимации, занимая 5-е место после США, Японии, Китая и Австралии. Основными направлениями экспорта анимации из Кореи были Северная Америка (60 миллионов долларов), Европа (25 миллионов долларов) и Япония (20 миллионов долларов).
Существовало мнение, что корейская анимационная индустрия в основном состоит из субподрядчиков иностранных анимационных фильмов, но масштабы производства креативной анимации начали расти в середине 2000-х годов, а в 2007 году масштабы производства оригинальной анимации превзошли масштабы субподрядного производства анимации.
Впоследствии, в 2013 году, соотношение масштабов между производством оригинальной анимации и производством субподрядной анимации достигло 7:3.

## Телевизионная анимация
1987 год стал годом, когда в Корее начали всерьез производить телевизионную анимацию. На канале KBS1 показали анимацию «Детеныш динозавра Дули» Ким Су Чжона и «Блуждающая сорока» Ли Хён Се. Они так же были повторно показаны на Tooniverse в 2003 году. «Детеныш динозавра Дули» был настолько популярен, что было выпущено продолжение. После этого MBC также приняла участие в конкурсе по производству анимации. В 1995 году, после запуска мультипликационного канала Tooniverse, для участия в конкурсе один за другим открылись несколько каналов платного вещания. А в 2017 году на EBS и Cartoon Network Korea был показан мультфильм "Beat Monsters" [ 우리는 비트몬스터]]. В DAEWON C. I. Inc. был показан мультфильм «Тайный дневник кольца» [반지의 비밀일기]. А в 2011 году в эфир на каналах EBS и KBS 1TV вышла «Ларва».
| Год производства и трансляции | KBS | MBC | Частное вещание (SBS) и образовательное вещание |  |
| ----------------------------- | --- | --- | --- |  |
| 1987                          | Детёныш динозавра Дулли (아기공룡 둘리), Странствующая сорока (떠돌이 까치), Сказочная страна АВС (동화나라 ABC) | Беги, Ходори (달려라 호돌이) | |  |
| 1988                          | Крылья сороки(까치의 날개), Детёныш динозавра Дулли 2(아기공룡 둘리 2), Беги, Хани, (달려라 하니), Дерево мечты Ари (아리수변의 꿈나무), Сказочная страна ABC 2(동화나라ABC 2) | Хор голубей Докго Така(독고탁의 비둘기 합창), студент тхэквондо Маручи (태권동자 마루치) | |  |
| 1989                          | Необычный Хани(천방지축 하니), Universes 2020 Child(2020년 우주의 원더키디) | Wizard Boy Mutterl (머털도사) | |  |
| 1990                          | Однажды в сказке (옛날 옛적에), Fly Superboard (날아라 슈퍼보드), Ёнсим-и (영심이) | Wizard Boy Mutterl and 108 Yokai (머털도사와 108요괴), Wizard Boy Mutterl and Tomae (머털도사와 또매) | |  |
| 1991                          | Сказка Ынби Kаби (은비까비의 옛날옛적에), Fly Superboard 2(날아라 슈퍼보드 2), Sunshine Tree(햇살나무) , Jangdokdae (장독대) | Simcheong (심청), Fairy Pink (요정 핑크,) General Mudkkokdu(흙꼭두장군), Dodan(도단이) | |  |
| 1992                          | Fly Superboard 3 (날아라 슈퍼보드 3), Сказка Ынби Kаби 2 (은비까비의 옛날옛적에 2), Земля — зелёная звезда(지구는 초록별), Bиджет незнакомца (외계소년 위제트) | друг пчелы(꿀벌의 친구), Penking Like(펭킹 라이킹), Кумдори(꿈돌이) | |  |
| 1993                          | Сын волшебника Кори(마법사의 아들 코리), Старое путешествие Чорона (초롱이의 옛날여행) | | 20 000 лет во Вселенной (SBS) (빛돌이 우주 2만리 (SBS)) |  |
| 1994                          | Школа любви (사랑의 학교) | | |  |
| 1995                          | Коби Коби (꼬비꼬비), Путешествие Мугунги в будущее(무궁이의 미래여행) | | |  |
| 1996                          | Дучи и Пукку(두치와 뿌꾸), Коби Коби 2(꼬비꼬비2) | | Завтра чемпионат мира (SBS) (내일은 월드컵 (SBS)) |  |
| 1997                          | Коби Коби 3(꼬비꼬비3), Зелёный Танк Хэмосу (녹색전차 해모수), Чжан и Каэмо (KBS) (짱이와 깨모 (KBS)) | Kongtakkung! Story Pocket (콩딱쿵! 이야기 주머니), Soul Trooper Lazenka (영혼기병 라젠카) | Soul Trooper Lazenka (Tooniverse, совместное производство MBC)(영혼기병 라젠카 (투니버스, MBC 공동제작)) |  |
| 1998                          | Fly Superboard 4 (날아라 슈퍼보드 4) | BioCop Wingo (바이오캅 윙고) | Speed King Lightning (SBS) (스피드왕 번개 (SBS)) |  |
| 1999                          | Специальная спасательная группа Ресталла(레스톨 특수 구조대), Черные резиновые туфли(검정고무신), Бунгабу(붕가부), Большое приключение Майло(마일로의 대모험) | | Чжан и Каемо (SBS) (짱이와 깨모 (SBS)), Факел и буги (SBS) (토치와 부기 (SBS)) |  |
| 2000                          | Друзья Пикапо(삐까뽀 친구들), Бори и Чджагу(보리와 짜구), Король тхэквона Кан Тэ Пунг(태권왕 강태풍), Деревня фантазий Топо Топо(환상마을 토포토포), Черные резиновые туфли 1 и 2(검정 고무신 1, 2) | Приключения Алекса(알렉스의 모험), Милый маленький коми(귀여운 쪼꼬미) | автогород(SBS) (트렉시티 (SBS)), Пэкгу Белого сердца (SBS) (하얀마음 백구 (SBS)) |  |
| 2001                          | Радужная фея Тонгтонг(무지개요정 통통), Бастофф Лемон(바스토프 레몬), Фэнтезийное путешествие Миру (미루의 환상여행), Тэнгу и Улачонг (탱구와 울라숑), Зеленые полицейские(그린캅스), Fly Superboard 5(날아라 슈퍼보드 5), Ajang.com(아장닷컴), Король приключений Чан Бого (모험왕 장보고) | Гейстерс (가이스터즈), Будущий воин Рондим(미래전사 런딤), Земля, покинутая Марун(지구조난자 마룬) | Top Blade (탑블레이드 (SBS)) |  |
| 2002                          | Легенда моря Чан Бого(바다의 전설 장보고), Friendship Ground (우정의 그라운드), Чае Че Понг(채채퐁)), Ким Чи Фонг(김치퐁), Space Hip Hop Duck (스페이스 힙합덕) | Jurassic Primal War (쥬라기 원시전) | Harrow и doremi(SBS) (해로와 토레미 (SBS)), Cubix (SBS) (큐빅스 (SBS)), Olympus Guardian (SBS)(올림포스 가디언 (SBS)), Top Blade V (SBS) (탑블레이드 V(SBS)) |  |
| 2003                          | Фея-хранитель Мишель(수호요정 미셸), Йоран-а Йоран-а (요랑아 요랑아), Мой друг-мальчик в плаще(내 친구 우비소년) | Тропический пингвин Пеннинг(열대팽귄 페닝), , Спирс (스피어즈) | Пороро Пороро (EBS) (뽀롱뽀롱 뽀로로 (EBS)), fortress(포트리스 (SBS), Будущий воин Великий Гундер (SBS) (미래전사 그레이트 건더(SBS)), Всемирно известные сказки (SBS) (세계명작동화(SBS)), Top War G-лезвие (SBS) (팽이대전 G블레이드(SBS)) |  |
| 2004                          | Наши отношения — лучшие(우리사이 짱이야), Apple Candy Girl (애플캔디걸), Robojjang Cubix (로보짱 큐빅스), Black Rubber Shoes 3 (검정고무신 3), Netiv Marble Battle Battle Bidman (네티비 구슬대전 배틀비드맨) | Reka Three Kingdoms (레카 삼국지) Byeolnara Super Juri(, 별나라 슈퍼 쭈리), Tooru Tooru Too Narongi (뚜루뚜루뚜 나롱이) | Bumper King Zapper (SBS) (범퍼킹 재퍼(SBS)), Raincoat Boy (SBS) (우비소년(SBS)) Дирижабль Падак (SBS) (파닥파닥 비행선(SBS)) |  |
| 2005                          | Три Королевства, вперед! (트라이킹덤, 출동!) Король Союза (유니온 킹), Человек в маске(마스크맨), Енот и друзья в лесу(너구리와 숲속 친구들), Джедон Пойдем в школу (재동아 학교가자), Мой друг Wмальчик в плаще 2(내 친구 우비소년 2), Детектив Паше (명탐정 빠셰), Человек-огненный бус объединения (천하통일 파이어비드맨), Круглый, круглый, Хлоп-хлоп(동글동글 짝짝), Карточный король (카드왕 믹스마스터) | История путешествия (이야기여행), Сон Чан Гыма (장금이의 꿈), Shadow Fighter (섀도우파이터) | 영리한 너구리Clever Raccoon (SBS) (영리한 너구리(SBS)), Магический миф Рагнарёк" (SBS) (마법신화 라그나로크(SBS)), Мультяшный рай любопытства Гоми" (SBS) (고미의 만화 호기심 천국(SBS)), Захватывающий тайный друг" (SBS) (두근두근 비밀친구(SBS)), Юные титаны" (SBS, Dongwoo A&E, Rough Draft Korea, Cartoon Network) (틴 타이탄(SBS, 동우에이앤이, 러프 드래프트 코리아, 카툰 네트워크)) |  |
| 2006                          | Куру Куру и друзья (꾸루꾸루와 친구들), Невероятная странная семейка (기상천외 오드패밀리), Давайте потанцуем(렛츠댄스), Железный ребёнок(아이언 키드), Тори Гоу Гоу (토리 고고), Девушка с яблочными конфетами 2(애플 캔디걸 2), Найди камень силы (찾아라 파워스톤), Йоран, Давайте петь (요랑아 노래하자), Кунья — кунья (쿵야쿵야), Искусственный истребитель насекомых-жуков(인조곤충 버그파이터) | Налонги — самый быстрый человек(쾌걸롱맨 나롱이) , ТВ, которое читает сказки (TV 동화 읽어주는) История Королевства Попо (포포의 이야기 나라), Три королевства героев (세 나라 영웅전), | Психический наземный воин(SBS) (접지전사(SBS)), Знания комиксов о выживании(SBS) (서바이벌 만화 과학상식(SBS)), Ребёнок Самгук Юса" (SBS) (아이 삼국유사(SBS)), Raspberry Times (SBS) (라즈베리 타임즈(SBS)) |  |
| 2007                          | Мастер кулинарии(요리조리 맛술사), Звёздный дневник Лалы (라라의 스타일기), Тэгык Чхонджамун (태극천자문), Дояджибон(도야지봉), Зеленые рыцари(그린나이츠), Дао Бэчи Бумхилл Проблемы(다오배찌 붐힐대소동), Дорадокс (도라독스) | Сон Чан Гыма 2 (장금이의 꿈 시즌2), Мукти и Джем Джем (먹티와 잼잼), Возрождение королевство Леббы Арфа(르브바하프 왕국 재건설기), Трипанский боец(트리팡파이터), Девушка Пукка (짜장소녀 뿌까), Пекола (페콜라) Бумажный мир (페이퍼월드), Король китайских иероглифов Чумон(한자왕 주몽) | Super Korean (슈퍼 코리언(SBS)) |  |
| 2008                          | Petit Petit Muse(쁘띠쁘띠 뮤즈), Jet Ranger(제트레인저), Бристольская экспедиция (브리스톨 탐험대), Стиль Лалы 2 (라라의 스타일기 2), Power Quantum Man (파워퀀텀맨), Цветной карандаш(알록달록 크레용), Исследование природы Pangpang (팡팡 자연 탐험대), Три королевства(삼국쥐 전), Волшебный ребёнок Масури(매직키드 마수리), Моя мечта в эфире(내꿈은 온에어), , Chika Chika Pom Pom (치카치카 폼폼이) | Канцелярские товары Леди Блэк Роуз(흑장미 부인의 문방구), Гриффи(그리피), молодые великие люди, которые украсили мир(세게를 빛낸 어린위인들), исследование Ккоти морских героев(꼬치의 해양영웅탐험), тайна Чилчидана(칠칠단의 비밀), Super Slay (슈퍼슬레이), великий король Седжон(위대한 왕 세종), Мы — великие детективы(우리는 명탐정)                                                                   | племя Гига (SBS) (기가 트라이브(SBS) |  |
| 2009                          | Invincible Crash Bead Man Кид Синсон Тао(천하무적 크래쉬비드맨꼬마 신선 타오), Юху и друзья(유후와 친구들), Metajet(메타제트), Rolling Stars(롤링스타즈), Waggle Kkokko Mom(와글와글 꼬꼬맘), Power Agent Seven(파워에이전트 세븐), Kung Fu Dinosaur Guardians(쿵푸 공룡 수호대), Element Hunter(엘리먼트 헌터) | Mukti и Jam Jam Season 2(먹티와 잼잼 시즌2), Animal Kingdom Shakorong(동물나라 샤코롱), Cheeky Geon.Hyeon (천방지축 건.현.진), TV сказки с Джином и Гомтэнгом(곰탱이와 함께하는 TV동화), дневник Ынхи(은하의 일기), , группа Super Hams (슈퍼햄스밴드) | НОВЫЙ Детёныш динозавра Дулли (SBS, Doolinara, Tooniverse) (NEW 아기공룡 둘리 (SBS, 둘리나라, 투니버스)), Green Saver (SBS) (그린세이버(SBS)) |  |
| 2010                          | Робот Чиппа(로봇 찌빠), Сильнейший комбинированный миксмастер (최강 합체 믹스마스터), Собачий рай(도기 파라다이스), Детектив животных(쥬로링 동물탐정), Болц и Блип(볼츠와 블립), TT Pang Pang Rescue(뛰뛰빵빵 구조대) | Приключения Барами из спасательной команды (바람이의 모험), Баббл-повар(보글보글 쿡) Путешествие Пёри во времени(벼리의 시간여행)), Мой друг Зару(내친구 자루), Песня Аранга(아랑의 노래), Музыкальный колледж Хамконга(햄콩이 음악대) | Мой друг Хэчи (SBS)(내 친구 해치 (SBS)), Автомобиль-трансформер Тобот (JEI) (13-й сезон в эфире на KBS, Tooniverse) (8-й сезон в эфире на EBS) (Тобот V на KBS Media)(변신자동차 또봇 (JEI)(13기는 KBS, 투니버스 방영)(8기는 EBS 방영)(또봇 V는 KBS 미디어)), Маленький автобус Тайо (EBS) (꼬마버스 타요(EBS))                                                                              |  |
| 2011                          | Облачный хлеб (구름빵), Волшебный воин Райнер (마법전사 라이너), Буру и друзья в лесу(부루와 숲속친구들), Я люблю клубнику(딸기가 좋아), Театр персонажей Вуданг Тан Тан(우당탕탕 캐릭터 극장), , Муму и Пупу (무무와 푸푸), Зелёная сумка после полудня (오후의 초록가방), Облачный хлеб 2 (구름빵 2), Силовая маска(파워마스크), Волшебные сказки Эори (어리 이야기) | Психический герой(싸이킥히어로), Egg Boy Koru(에그보이 코루), Привет Тотоби(안녕 토토비), текст волшебного прокола(,마법천자문,) Bubble Cook 2 (보글보글 쿡2), Приходите в магазин! (와라! 편의점) | Приходите в магазин! (Naver Web и Tooniverse) (와라! 편의점 (네이버 웹 & 투니버스)), привет, Джаду(안녕 자두야) |  |
| 2012                          | Киока(키오카), Аэропорт Дуридунгсил Мунге (두리둥실 뭉게공항), Фрэнки и его друзья(.프랭키와 친구들), Облачный хлеб 3(구름빵 3), Морской мальчик Одэян (바다소년 오대양), Давай поиграем в Папуйю(빠뿌야 놀자), Рыба с жареным картофелем(피쉬와 칩스), Друг воображения, Кум-Пум(상상친구 꾸메푸메) | Робот Alpo(로봇알포), Научно-исследовательский отдел криминалистики для детей(키즈 CSI 과학수사대),Моя любовь тун(내사랑 뚱), Королевство Аунг Даунг Донхуа(아웅다웅 동화나라) | |  |
| 2013                          | Маленький первокурсник Тао 2 (꼬마 신선 타오 2), Неудержимая лава и вечеринка битников (못말리는 라바와 비트파티), , Маленький жених мистер Кунг (꼬마 신랑 쿵 도령), Мастера масок (마스크 마스터즈), , Спасательная команда Ттип Ттип Ббанг 2 (뛰뛰빵빵 구조대 2), Киока 2 (키오카 2), Жук-колокольчик Попо (아기종벌레 포포), Пушистый аэропорт Манге 2 (두리둥실 뭉게공항 2), , Сказочная страна Поинпо(동화나라 포인포), , Юху и друзья 2 (유후와 친구들 2) | Добби Добби(도비도비), Друзья-пузыри(또르르 방울이 친구들), , Рисовый человек (라이스맨), Экспедиция Бабл Кука (보글 쿡 원정대) | Shin Wizard boy Mutterl (EBS)(신 머털도사 (EBS)), Larva 2 (EBS)(라바 2기(EBS)), Я и мой робот (EBS) (미앤마이로봇 (EBS)), Doodadakung (EBS) (두다다쿵 (EBS)) |  |
| 2014                          | Naughty Ceratops Corillo(꾸러기 케라톱스 코리요), , Little Groom Kung 2 (꼬마 신랑 쿵 도령 2), Alien Pig Pipi(외계돼지 피피), Chagu Chagu Towards Asta (아스타를 향해 차구차구), , Цирковое шоу Грами (그라미의 서커스쇼), , Не отпускай свой разум (놓지마 정신줄), Hello Carbot (헬로 카봇), , Alien Family Jolly Polly(외계가족 졸리폴리), Little Train Choo Choo (꼬마기차 추추) | Subin Story(수빈스토리), , Eungka Sonata(응까소나타), Аунг Даунг «Сказочная страна», 2 сезон(아웅다웅 동화나라 시즌 2), «Моя любовь, Ттун 2 сезон» (내사랑 뚱 시즌 2), Труппа «Научная магия»(과학마술단) | |  |
| 2015                          | Юху и друзья 3(유후와 친구들 3), История Эори 2 (어리 이야기 2), Turning Mecard (터닝메카드), Hello Carbot 2(헬로 카봇 2), Hello Carbot 3 (헬로 카봇 3), Черные резиновые туфли 4 (검정고무신 4기), Не отпускай свой разум 2 (놓지마 정신줄 2), Robotex (로보텍스), Аэропорт Дуримунге 3 (두리둥실 뭉게공항 3) | Золотой дон моря(바다의 금동이), Полнолуние Фабрика(보름달공장), Объяснение идиом ТАСС(타스의 풀이풀이 사자성어), Маленький Додо (꼬마돌 도도), Волшебный Апокалипсис 2 сезон (마법천자문 시즌 2), PriPara (프리파라) | Miraculous: Ladybug and Black Cat (EBS) (미라큘러스: 레이디버그와 블랙캣 (EBS)) |  |
| 2016                          | Папа Дог (파파독), Turning Mecard W (터닝메카드 W), Цирковое шоу Грэмми 2(그라미의 서커스쇼 2), До свидания! Развитие Геббала (안녕! 괴발개발), Пападок Плюс (파파독 플러스), Волшебное приключение (매직어드벤처), , Принцесса Фринг именинница королевства (생일왕국의 프린세스 프링), Привет Карбот, 4 сезон (헬로 카봇 시즌 4), , Мальчик-капсула (캡슐보이), Маленький инспектор Кунг (꼬마 어사 쿵 도령), Маленький фермер Рави (꼬마농부 라비), Zombiedumb(좀비덤) | Разгаданные идиомы Тасса, 2 сезон(타스의 풀이풀이 사자성어 시즌 2), , Агрецуко(아그레츠코), Daddy Young Enemy (아빠 어릴 적엔), Все шоу(모두모두쇼), Силовая битва Watch Car (파워배틀 와치카), , Экспедиция Каеми(깨미탐험대), , Power Battle Watch Car, 2-й сезон (파워배틀 와치카 시즌 2), 2-й сезон PriPara (프리파라 시즌 2), , Завтра всегда синее(내일은 언제나 푸름), Мой друг Макада (내친구 마카다) | Звук моего сердца (Naver Webtoon, Animax)(마음의 소리(네이버 웹툰, 애니맥스)), Dinocore (SBS) (다이노코어 (SBS)) |  |
| 2017                          | Turning Mecard W 2(터닝메카드 W 2), Turning Mecard R (터닝메카드 R), Тайный дневник Кольца (반지의 비밀일기), Причудливый Конгсуни и друзья 4 (엉뚱발랄 콩순이와 친구들 4), , Каменный век — в поисках легендарного питомца (스톤에이지-전설의 펫을 찾아서), Школа браслетов (뱅글스쿨), Не гори Бастер (타오르지마 버스터), Игрушечный полицейский (토이캅), Зеллиго (젤리고), Привет Карбот 5 сезон (헬로 카봇 시즌 5), Динозавр Мекард (공룡메카드), , Яйцо дракона (드래곤 에그), Медленный ленивец (느릿느릿 나무늘보 늘) | Геомека Зверь-хранитель(지오메카 비스트가디언), Телемонстр(텔레몬스터), История Субина 2 сезон(수빈스토리 시즌 2), Я люблю тебя(뽀글아 사랑해), Погеул (샤이닝 스타), Сияющая звезда (지오메카 캡틴다이노) | Капитан Геомеки Дино Мы — бит-монстр (EBS, Cartoon Network, Synergy) Media, Studio Dolmen)(우리는 비트몬스터(EBS, 카툰 네트워크, 시너지미디어,스튜디오 고인돌)),Динокор 2 (SBS)(다이노코어 2 (SBS)), Динокор 3 (SBS) (다이노코어 3 (SBS)), Бегущий человек (SBS) (런닝맨 (SBS)) |  |
| 2018                          | Привет,День Рождение Принцессы 2(생일왕국의 프린세스 프링 2, 안녕!),Goebal Development 2(괴발개발2), Toy Cop 2 сезон(토이캅 시즌 2), Hello Carbot 6(헬로 카봇 6), Zombiedom 2 (좀비덤 2), Jurassic Cops (쥐라기캅스), Space Bugs(스페이스벅스), Tobot V (또봇V), Taorjima Buster 2 (타오르지마 버스터 2), , Aero Rover Botos (에어로버 보토스 패밀리) | PriPara 3 сезон (프리파라 시즌 3), Pandarang(판다랑), Aero Rover 2 сезон (에어로버 시즌 2), BBB Приключения Три мушкетера (BBB 삼총사의 모험), Пукка (뿌까), Маленький Додо, 2 сезон(꼬마돌 도도 시즌 2) | Dinocore Evolution (SBS)(다이노코어 에볼루션 (SBS)), Dinocore Evolution Part 2 (SBS) (다이노코어 에볼루션 파트 2 (SBS)) |  |
| 2019                          | Хлебная парикмахерская (브레드 이발소), Маленькие детективы Тоби и Терри (꼬마탐정 토비와 테리), Маленький инспектор Кунг 2 (꼬마 어사 쿵 도령 2), Sinostone, Go! Спасение животных (시노스톤, 출동! 애니멀 레스큐), Пападок 2 (파파독2), Полицейские Юрского периода — Король Юрского периода (쥐라기캅스 — 쥬라킹), Чудо-звезда Пинкфонг (핑크퐁 원더스타), Тайный дневник Ринга 2(반지의 비밀일기 2), Тссс! «Мои друзья — большая пятерка» (쉿! 내 친구는 빅파이브), «Танцевальный класс Конгсуни»(콩순이의 율동교실), «Тобот V — секрет галактического оружия № 4»(또봇V-갤럭시웨폰 4호의 비밀), «Долго-долго, ты умрешь?»(롱롱죽겠지?), «Виртуальные стражи» (버추얼 가디언즈), «Причудливый Консуни и друзья, 5-й сезон»(엉뚱발랄 콩순이와 친구들 시즌 5), «Друзья в лесу» (숲 속 친구 스토니즈) | «Время идолов Стони PriPara»(아이돌타임 프리파라), Карта Pashame (빠샤메카드), Bugsbot Ignition (벅스봇 이그니션), Pucca Season 2(뿌까 시즌 2), Pashame Card S (빠샤메카드 S), Капитан Curiosity Като (호기심 대장 카토) | Бегущий человек, сезон 2 (SBS) (런닝맨 시즌 2 (SBS)) |  |
| 2020                          | Тетеру — Тайна деревни Тедди Ярмарка (테테루-테디페어 마을의 비밀), Синистоун Прайм (시노스톤 프라임), Тайный лес ветров (비밀의 바람숲), Тобот V, 2 сезон (또봇 V 시즌 2), Улов! Тинипинг (캐치! 티니핑), вперед! Спасательная команда Юху (출동! 유후 구조대), Акула-малыш Олли ТоруруТуру (아기상어 올리 뚜루루뚜루), Путешественник во времени Люк (시간여행자 루크), Хлебная парикмахерская, 2-й сезон (브레드 이발소 시즌 2), Таинственная квартира: Рождение призрачного шара (신비아파트: 고스트볼 X의 탄생) , Волшебница Диди(마법소녀 디디), Таинственная квартира: Вторая история рождения (신비아파트: 고스트볼 X의 탄생 두번째 이야기), Детектив Пинкфонг и Хоги, (명탐정 핑크퐁과 호기), Причудливый Консуни и друзья, 6 сезон, (엉뚱발랄 콩순이와 친구들 시즌 6), Приложение, держись! (인:앱, 꽉 잡아!), Таинственная квартира: двуспальная кровать «Призрачный шар»(신비아파트: 고스트볼 더블 X 6개의 예언), Удивительное путешествие Линды(린다의 신기한 여행) | Сверкающий бесплатный☆канал(반짝이는 프리☆채널), Быстрый человек(뚝딱맨), Восточная морская охрана(동해수호대), Чи Чи Пин Пинг(치치핑핑), Чи Чи Пин Пинг 2 сезон(치치핑핑 시즌2) | Круг героев (EBS)(히어로 써클(EBS)), Звук сердца 2 (Naver Webtoon, Animax)(마음의 소리 2(네이버 웹툰, 애니맥스)) |  |
| 2021                          | Путешественник во времени Люк, 2 сезон, тсс! (시간여행자 루크 시즌 2, 쉿!) мой друг — большая пятерка 2 сезон (내 친구는 빅파이브 시즌 2), Таинственная квартира: двуспальная кровать «Призрачный бал» (신비아파트: 고스트볼 더블 X 수상한 의뢰), Мака и Ронни (마카앤로니), Танцевальный класс Конгсуни, 5 сезон (콩순이의 율동교실 시즌 5), башня монстров (몬스터 탑), Мерцающая луна (반짝반짝 달님이), Идти! Спасение Юху, 2 сезон (출동! 유후 구조대 시즌 2), волшебная девочка диди 2 сезон(마법소녀 디디 시즌 2), Сказка о гоблинах Шинби и Гюмби, Ккаенг (신비와 금비의 도깨비 전래동화 깹), Пангпанг Дино(팡팡다이노), Тобот V: Космические стражи (또봇 V: 우주수호대) Невежественный, хитрый(쫑알쫑알 똘똘이) Мерцающий улов! Тинипинг (반짝반짝 캐치! 티니핑), Давайте Горилла! (렛츠 고릴라!), С причудливым и веселым Конгсуни Друзья 7 сезон(엉뚱발랄 콩순이와 친구들 시즌 7), Джуди (주디세이), Тайный дневник кольца 2 сезон (반지의 비밀일기 시즌2), Хлебная парикмахерская 3 сезон (브레드 이발소 시즌3), Зачем ты пришел в Гоблин-Хилл? (도깨비언덕에 왜 왔니?) | Секрет Джоджу: Звездная богиня, 3 сезон(시크릿 쥬쥬: 별의 여신 시즌 3), Вау, вау, катящиеся друзья (와우와우 롤링프렌즈), Чи Чи Пин Пинг 3 сезон(치치핑핑 시즌 3), Томонка(토몬카), Мекад мяч(메카드볼), Полицейские юрского периода 3 сезон (쥬라기캅스 시즌 3), Команда быстрого спасения(뚝딱구조대) | |  |
| 2022                          | Бал призраков Z: Экзорцист тьмы (신비아파트 고스트볼Z: 어둠의 퇴마사), TT Cherry(티티 체리), Танцевальный класс Конгсуни, 6 сезон(콩순이의 율동교실 시즌6), Imaginary Naughty (상상꾸러기 꾸다), Дневник Ддолтоли в картинках Детские песни (똘똘이의 그림일기 동요), Симфония Раковины (고둥둥심포니), Девушка-вампир Даля (뱀파이어 소녀 달자), Семья Спики Форк (뾰족뾰족 포크가족), Дино Пауэрс(다이노 파워즈), Квартира Шинби: Призрачный шар Z: Гвидо Экзорцист(신비아파트: 고스트볼Z: 귀도퇴마사), Что ты делаешь?(니니 뭐하니?), Семья Ботос 2 сезон(보토스패밀리 시즌2), Хлебная парикмахерская 3 сезон часть 2(브레드 이발소 시즌3 파트2), Мой тайный друг Хамчи(내 비밀친구 햄찌), Мака и Рони 2 сезон(마카앤로니 시즌2), Необычный Консуни и друзья, 8 сезон(엉뚱발랄 콩순이와 친구들 시즌8), Zombidom 3(좀비덤 시즌3), Мерцающая луна, 2 сезон(반짝반짝 달님이 시즌2), Путешествия Хлеба и Уилка по миру(브레드와 윌크의 세계여행), Гургом Гурдак(구르곰 구르닭), Таинственный улов!(알쏭달쏭 캐치!티니핑), Тайные лучшие друзья Джуджу(시크릿 쥬쥬 베스트 프렌즈), Удивительное путешествие Линды 2 сезон(린다의 신기한 여행 시즌2) | Сверкающий бесплатный канал, 2, 3 сезон(반짝이는 프리채널 시즌2,3), Команда быстрого спасения, 2 сезон(뚝딱구조대 시즌2), Мекард Болл, сезон 2(메카드볼 시즌2), принцесса бари(프린세스 바리), Бесплатная магия Вачу!(와츄 프리매직!), Диномен-исследователь времени.(시간탐험대 다이노맨), Мекард Болл Мега(메카드볼 메가)                                                                                   | Семья снежных людей на Джамблд-Айленде (EBS)(뒤죽박죽섬의 빅풋패밀리 (EBS)), Уровень повышен! Детектив Пит (EBS)(레벨업! 명탐정 피트 (EBS)) |  |
| 2023                          | мой друг наполовину человек, наполовину рыба(내 친구 반인반어), Маленький динозавр Канг(꼬마공룡 크앙), Фрамонская экспедиция(프라몬 원정대), Вторая история Джонгала Джонгала Смарти (쫑알쫑알 똘똘이 두번째이야기), Сосрия-В поисках пропавшей карточки с рецептами (소스리아-사라진 레시피카드를 찾아서), Воображаемая мечта, 2 сезон(상상꾸러기 꾸다 시즌2), Волшебный кулон Приключение (매직팬던트 대모험), Мой тайный друг Хамчи, часть 2(내 비밀친구 햄찌 파트2), металлический карточный бот(메탈카드봇), Гоблин захватывает легенду о горе сокровищ(도깨비 캡처 보물산의 전설), Я играю с Кангом(크앙과 게임해요), кодовое имя(코드네임 X), Секретные лучшие друзья Джуджу, 2 сезон(시크릿 쥬쥬 베스트 프렌즈 시즌2), Подозрительные соседи в деревне Пойнти(뾰족마을의 수상한 이웃들), Квартира Шинби Призрачный бал ZERO(신비아파트 고스트볼 ZERO), Дино Пауэрс, 2 сезон(다이노 파워즈 시즌2), Космический Донгибогам, 2 сезон(스페이스 동의보감 시즌2), супертрон (슈퍼트론), Мировое путешествие Хлеба и Уилка, 2 сезон(브레드와 윌크의 세계여행 시즌2), Капсульная экономия(캡슐세이버), Кабион(카비온), Мака и Рони 3 сезон(마카앤로니 시즌3), Защитите лес Геомонг! друзья-приятели(거멍숲을 지켜라! 버디프렌즈), мой друг улыбается(내 친구 미소) | Крикетная боль, 2 сезон(크리켓팡 시즌2), Принцесса Бари, часть 2(프린세스 바리 파트2), герой трусов(팬티히어로), Зарядка топспиннера(차징 탑스피너), История Джуни Тони(주니토니이야기) | |  |
| 2024                          | Удивительное путешествие Линды. Сезон 2. Часть 2(린다의 신기한 여행 시즌2 파트2) | Команда быстрого спасения. Сезон 3(뚝딱구조대 시즌3), Зарядка Topspinner BX (차징 탑스피너 BX) | |  |

## Рейтинг

### Рейтинг зрительской симпатии
| Номер | Название                                               | Рейтинг | Производство                                                       | Канал вещания | Год производства | Источник |
| ----- | ------------------------------------------------------ | ------- | ------------------------------------------------------------------ | ------------- | ---------------- | -------- |
| 1     | Wizard Boy Mutterl [머털도사]                          | 54.9 %  | Shinwon Production, Dongyang Fairy Tale                            | MBC           | 1989             |          |
| 2     | Fly Superboard [날아라 슈퍼보드 ]                      | 47.7 %  | Hanho Heungup                                                      | KBS           | 1990             |          |
| 3     | Детёныш динозавра Дули [아기공룡 둘리]                 | 38.4 %  | AKOM, Shin Dong-heon Production, Samyoung Animation, Hanho Heungup | KBS           | 1987             |          |
| 4     | Коби- Коби [꼬비꼬비]                                  | 25 %    | Hanshin Corporation, Saehan Production                             | KBS           | 1995             |          |
| 5     | Зелёная колесница Хэмосу [녹색전차 해모수]             | 22 %    | Daewon Media, Iconix                                               | KBS           | 1997             |          |
| 6     | Точи и Пукку [두치와 뿌꾸]                             | 19.5 %  | Daewon Media                                                       | KBS           | 1996             |          |
| 7     | Беги, Хани [달려라 하니]                               | 17.8 %  | Daewon Media                                                       | KBS           | 1988             |          |
| 8     | Однажды в сказке Ынби и Каби [은비 까비의 옛날 옛적에] | 16.7 %  | Seyoung Dongwha, Hanho Heungup, Dongwoo A&E                        | KBS           | 1991             |          |
| 9     | Ёнсим [영심이]                                         | 15.2 %  | Daewon Media                                                       | KBS           | 1990             |          |
| 10    | Сын волшебника Кори [마법사의 아들 코리]               | 14.8 %  | Daewon Media                                                       | KBS           | 1993             |          |
| 11    | Soul Frame Lazenca [영혼기병 라젠카]                   | 12.8 %  | Coco Enterprise, Soul Creative                                     | 투니버스, MBC | 1997             |          |

## Корейская индустрия персонажей
До того, как в Корее были разработаны собственные персонажи, на рынке в основном доминировали американские и японские герои. Однако по мере того, как корейская индустрия персонажей формировалась и развивалась, она быстро подстраивалась под предпочтения своих граждан на внутреннем рынке и в то же время продвигалась на стратегические зарубежные рынки, превращаясь в международную индустрию.

## Рост рынка персонажей Кореи
Источник: <한국콘텐츠진흥원 (2017). «2016 캐릭터 산업백서». 《국내 캐릭터산업 현황》 (한국콘텐츠진흥원).

### Масштаб внутреннего рынка персонажей
| Классификация          | 2014   | 2015   | Тепм роста |
| ---------------------- | ------ | ------ | ---------- |
| количество предприятий | 2,018  | 2,069  | 2.5 %      |
| количество сотрудников | 29,039 | 30,128 | 3.8 %      |

| Категория             | 2014         | 2015         | Темп роста |
| --------------------- | ------------ | ------------ | ---------- |
| Продажи               | 9 052,7 млрд | 10 807 млрд  | 11.4 %     |
| Добавленная стоимость | 3 794,4 млрд | 3 987,5 млрд | 5.1 %      |

### Международный масштаб корейской индустрии персонажей
| Классификация    | Сумма      | Темп роста (в сравнении с 2014 г.) |
| ---------------- | ---------- | ---------------------------------- |
| Экспорт          | 551,46 млн | 12.7 %                             |
| Импорт           | 168,24 млн | 1.8 %                              |
| Разница субсидий | 383,22 млн | 18.3 %                             |

| Северная Америка(26.8 %) | Китай (21.5 %) | Европа (21.3 %) | Юго-восточная Азия(11.6 %) | Япония(6.3 %) | Прочие (12.5 %) |
| ------------------------ | -------------- | --------------- | -------------------------- | ------------- | --------------- |
| 147,79 млн               | 118,56 млн     | 117,46 млн      | 63,97 млн                  | 34,74 млн     | 68,93 млн       |

### Рейтинг любимых персонажей в Корее
| Номер | Имя                             | Процент |
| ----- | ------------------------------- | ------- |
| 1     | Эльза                           | 72.3 %  |
| 8     | Покемоны                        | 3.3 %   |
| 2     | Пороро                          | 1.8 %   |
| 3     | Ты не сможешь остановить Чангу! | 1.2 %   |
| 4     | Ван-пис                         | 0.9 %   |
| 7     | Ларва                           | 0.8 %   |
| 5     | Детёныш динозавра Дулли         | 0.4 %   |
| 6     | Дораемон                        | 0.2 %   |
| 9     | Хэллоу Китти                    | 0.1 %   |
| 10    | Тайо                            | 0.0 %   |
| 11    | Другие                          | 22 %    |

## Влиятельные корейские персонажи

### Детеныш динозавра Дулли(1983)
Знаменитые корейские персонажи начинаются с динозавра Дулли, созданного писателем Ким Су Чжон в 1983 году. До того, как отечественные персонажи стали популярными на внутреннем рынке, большинство персонажей, которые были популярны внутри страны, были персонажами из-за границы, например, из Японии или США. Дули появился как персонаж комикса, опубликованный в печатных СМИ. Малыш-динозавр Дулли появлялся в журнале комиксов «Остров сокровищ» в 1983 году и публиковался в качестве комиксов.. В 1987 году был снят телевизионный анимационный фильм, а в 1996 году — театральная постановка. Через OSMU Дулли расширил свою деятельность в различных областях культурного контента.

#### Предыстория
Детеныш динозавра Дулли приезжает в Сеул, Южная Корея, после окончания ледникового периода. Дули оказался в ловушке ледника во время необычно длительного ледникового периода и находит новых друзей в разных местах. Они используют свои магические силы, чтобы раскрыть мистическую силу путешествий во времени. Дули скучает по своей матери-динозавру и хочет её найти.

### Ходори(1983)
Талисман 88-й Олимпиады в Сеуле. Ходори был официальным талисманом летних Олимпийских игр 1988 года, проходивших в Сеуле, Южная Корея. Ходори одет в традиционную корейскую шляпу, санмо, и ожерелье в форме олимпийского кольца. После того, как был объявлен официальный дизайн талисмана, путем конкурса было выбрано имя Ходори.
Женский талисман назывался Хосуни. Ходори и Хосуни были представлены на Паралимпийских играх в дополнение к основным видам спорта, включая стрельбу из лука, верховую езду, гольф и бадминтон.

### Машимаро(2000)
Машимаро — милый персонаж-кролик, созданный CLKO Entertainment в 2000 году и представленный в семисерийном сериале. В то время слово «необычный» (엽기적인) стало популярным, и Машимаро получил прозвище «Необычный кролик». Этот персонаж получил широкое распространение среди пользователей Интернета, был превращен в товары с персонажами и экспортирован на зарубежные рынки, добившись большого успеха.

#### Предыстория
Первый комикс Машимаро полон «туалетного» юмора. Машимаро часто изображают с вантузом в голове. Машимаро изображается толстым, скучным и противным слабаком, часто прибегающим к насилию, чтобы заставить людей положиться на него.

### Пукка(2000)
Впервые Пукка появилась во флеш-анимации «Забавная любовь Пукка» в 2000 году. По сравнению с другими флеш-анимациями, появившимися в тот же период, этот мультфильм был сосредоточен на разработке персонажей. «Пукка» вышла не только на внутренний рынок, но и на более чем 150 зарубежных рынков и добилась огромного успеха. Внешний вид Пукки с её глубоким контрастом красного и чёрного цветов по сравнению с внешностью маленькой китайской девочки отличает её от других персонажей.

#### Предыстория
Главный герой Пукка — 10-летняя племянница трех китайских экспертов по лапше. Ресторан лапши, известный как «Горон», расположен в деревне Суга в горах. Пукка влюблена в Гару, 12-летнего ниндзя. Благодаря своему уникальному чувству юмора Пукка всегда побеждает Гару в неожиданных спаррингах и соревнованиях с ним.

### Пингвинёнок Пороро(2003)
Пороро впервые вышел в эфир на EBS в 2003 году. «Пороро» — это образовательный анимационный телесериал для детей дошкольного возраста, в котором на этапе планирования учитывался мерчендайзинг персонажей.

#### Стратегия
На этапе разработки Пороро на ранних этапах был проведен тщательный анализ целевых пользователей и исследование рынка с целью разработки персонажей OSMU для первой зарубежной экспансии Кореи, а стратегия глобализации Пороро заключалась в принятии общего образа персонажа, который предпочитают дети во всем мире. При создании мультфильма приоритетом являлся образовательный контент.

#### Предыстория
Этот сериал рассказывает о приключениях Пороро и его друзей, которые живут в заснеженной деревне леса Поронг-Поронг. В каждом эпизоде Пороро и его друзья время от времени сталкиваются с трудностями и извлекают практические уроки.

### Ларва (2011)
Личинка «Ларва», выпущенная компанией «Тува&» в 2011 году, — это история о том, как гусеницы и другие насекомые самостоятельно решают разные жизненные проблемы. Всего в сериале 4 сезона.

#### Предыстория
В основе этого сериала лежит город Манхэттен, штат Нью-Йорк, США. Острова, появляющиеся в мультфильме обозначаются как острова Южной Америки, но точное их местоположение неизвестно.

### Line — friends(2011)
Line Friends были созданы в 2011 году как стикер-персонажи для мобильного мессенджера «Лайн». Персонажи Line Friends, которые радуют пользователей своим дружелюбным и узнаваемым внешним видом, можно часто встретить в повседневной жизни уже за пределами мобильного фона. Это бренд, любимый людьми во всем мире в самых разных областях, который включает в себя более 2000 продуктов с персонажами, анимацию, игры, кафе, отели и тематические парки.

### Kakao-friends(2012)
Kakao friends впервые были представлены в виде стикера-смайлика в приложении для обмена сообщениями KakaoTalk.

#### Предыстория
В состав Kakao Friends входят восемь персонажей: Райан, Муджи, Апич, Фродо, Нео, Тьюб, Кон и Джей-Зи, каждый из которых обладает своей уникальной индивидуальностью и человеческим обаянием. Восемь персонажей уникальны и отражают людей, которых мы часто видим вокруг себя, что вызывает у людей разных возрастов способность к сочувствию и большой любви. Остроумные выражения и действия друзей Kakao Friends вызывают улыбку на лицах.

## Изменения в формате создания персонажа
Дизайн корейских персонажей совершенствовался с каждым переходом в медиа-форму. Рыночный поток отечественных персонажей можно разделить на три периода по мнению Маршалла Маклюэна. В 1980-е и 1990-е годы, которые были эпохой публикации персонажей из комиксов. В 2000-е годы, благодаря распространению Интернета, наступила эра двухмерной флеш-анимации. И в настоящее время наступила эра компьютерных персонажей, созданных с помощью 3D-анимации.

### Персонажи комиксов (1980—1990-е годы)
Сперва анимировались уже известные персонажи, которые брали начало из комиксов. В 1980-е годы Интернет пока не получил широкого распространения, а комиксы были основным средством культурного контента для многих людей. Персонажи этой эпохи были подкреплены прочным сюжетом, основанным на воображении создателя и предварительных исследованиях. У героев мультфильмов того времени был яркий символичный образ.

### 2D-персонажи на основе Flash (начало 2000-х)
Использование Интернета получило широкое распространение в 2000-х годах, Flash был представлен как инструмент создания видео для Интернета, и в этот период появилась Flash-анимация. Программа Flash, разработанная в то время, представляла собой программу векторной графики, которая позволяла создавать анимацию относительно простым способом. Небольшой размер файла обеспечивает высокоскоростную передачу, а векторные графические изображения не страдают от искажений на уровне пикселей. Графика может быть создана на различных уровнях и разрешениях, а программа предоставляет оптимальные настройки для онлайн-трансляции. Все эти преимущества привлекли пользователей Интернета, и Flash быстро распространился. Типичными персонажами этой эпохи являются Машимаро, Пукка, Слимман [졸라맨]] и Мальчик в плаще [우비소년] . Кроме того, для взрослых были созданы флэш-анимации, типичными примерами которых являются «Лифт» [엘리베이터], «Чойдзё» [최고조] и «Джобау [조바우]».
Хон Ми Хи (2002) объяснил доминирование Flash-анимации в отечественной индустрии персонажей в 2000-х годах следующими факторами. Первый фактор — простота производства. Поскольку Flash-анимация является векторной, преобразование размеров не оказывает негативного влияния на качество видео. Кроме того, файлы Flash-анимации обычно составляют 1/16 размера файлов изображений обычного размера и обеспечивают высокоскоростную передачу. Таким образом, флэш-анимация получила множество преимуществ, таких как сокращение времени производства и снижение производственных затрат по сравнению с существующей анимацией. Поскольку метод производства был прост, любой мог создать флеш-анимацию, ознакомившись с основными инструментами. Второй фактор — это волновой эффект флэш-персонажей, созданных благодаря распространению Интернета. Корея быстро добилась проникновения высокоскоростного Интернета. Флеш-анимации регулярно распространялись по Интернету и охватывали большое количество людей. Третий элемент — уникальная структура сюжета с участием персонажей Flash-мультфильмов. Появлявшиеся раньше персонажи представляли собой в основном рассказы, предназначенные для детей, но появлялись рассказы, связанные с социальными проблемами того времени, «причудливые» и «комические». Такая структура рассказа вызвала симпатию не только у детей, но и у взрослых.

### 3D-анимационные персонажи (середина 2000-х)
3D-анимация показывает изображения, движущиеся в трехмерном пространстве. На отечественном рынке 3D-анимация в основном производится с помощью программ 3D STUDIO MAX или MAYA. Первым 3D-аниме было Love&House [러브@ 하우스], а среди причудливых флеш-анимаций в Интернете было одно под названием Jilgi [찌질]. Чон Кён Ран (2010) определил наиболее уникальные характеристики 3D-анимации следующим образом. Во-первых, в то время как 2D-анимированные персонажи отображаются в плоском пространстве с использованием осей X и Y, 3D-анимированные персонажи создаются с помощью дополнительной оси Z, а объекты и фон визуализируются в трех измерениях. Во-вторых, 3D-персонажей можно моделировать и визуализировать в трехмерном пространстве, чтобы получить более реалистичные движения и текстуры по сравнению с другими методами производства, и они создаются как живые боевики. В-третьих, персонажи 3D-анимации с самого начала планировались с учётом OSMU. Но, по сравнению с 2D-флеш-анимацией, стоимость создания 3D-анимации огромна. Поэтому 3D-анимационные персонажи изначально разрабатывались с возможностью расширения в другие медиа-форматы.